# Excelsior Brussels
Brussels Basketball je profesionalni košarkaški klub iz grada Bruxelles. Tim igra u BNXT League.

## Povijest kluba
Klub je osnovan 1957. godine. Nakon dugog lošeg rezultatskog perioda i 7 godina provedenih u trećoj belgijskoj košarkaškoj ligi, 2009. godine plasiraju se u drugu belgijsku košarkašku ligu. Klub se 2013. godine plasirao u najelitniji rang belgijske košarke, Ethias ligu. Zbog lošeg financijskog stanja kluba nastup u najvišem rangu belgijske košarke bio je upitan. Klub je ishodio C-licencu koja mu je omogućila boravak i igranje u prvoj ligi unatoč lošem financijskom stanju. Glavni sponzor kluba je nizozemska sportska kompanija Basic-Fit.

## Rezultat po sezonama
| Sezona  | Rang | Liga        | Mjesto | Ishod sezone           |
| ------- | ---- | ----------- | ------ | ---------------------- |
| 2008–09 | 3    | 3 liga      | 2      | Promoviran u viši rang |
| 2009–10 | 2    | 2 liga      | 4      | Četvrfinalist          |
| 2010–11 | 2    | 2 liga      | 5      | Četvrfinalist          |
| 2011–12 | 2    | 2 liga      | 5      | Polufinalist           |
| 2012–13 | 2    | 2 liga      | 10     | –                      |
| 2013–14 | 1    | Ethias Liga | 8      | –                      |
| 2014–15 | 1    | Ethias Liga | 10     | –                      |